# Dimítrios Mavroïdís
Dimítrios Mavroïdís (en grec : Δημήτρης Μαυροειδής), né le 4 juillet 1985 à Maroussi, en Grèce, est un joueur grec de basket-ball. Il évolue au poste de pivot.